# وريد مقوس
الوريد المقوس هو وعاء دموي خاص بالكلية يقع على الحدود بين القشرة الكلوية والنخاع الكلوي.

## روابط خارجية
- صور نسيجية: 16105loa — نظام تعلم علم الأنسجة في جامعة بوسطن - "الجهاز البولي: الكلى، الشرايين المقوسة والوريد المقوس"
- صور نسيجية: 15805loa — نظام تعلم علم الأنسجة في جامعة بوسطن - "الجهاز البولي: الكلى، الشرايين المقوسة والوريد المقوس"
- صور نسيجية: 15901lba — نظام تعلم علم الأنسجة في جامعة بوسطن - "الجهاز البولي: الإمداد الدموي لكلى الطفل"
  - مادة علم الأنسجة في جامعة إلينوي في إربانا-شامبين 953
- فسيولوجيا: 7/7ch03/7ch03p07 - أساسيات فسيولوجيا الإنسان - "التغذية الدموية للكلية: الشرايين الرئيسية"
- فسيولوجيا: 7/7ch03/7ch03p10 - أساسيات فسيولوجيا الإنسان - "التغذية الدموية للكلية: الشرايين القادمة وشرايين ما بين الأنيببات"
- Training at wisc-online.com